# 1653
Năm 1653 (số La Mã: MDCLIII) là một năm thường bắt đầu vào thứ Tư trong lịch Gregory (hoặc một năm thường bắt đầu vào thứ Bảy của lịch Julius chậm hơn 10 ngày).

## Sự kiện

### Tháng 5
- Chiến dịch Hải Trừng tại Phúc Kiến.

## Sinh
- Không rõ – Tống Thị Lĩnh, tôn hiệu Hiếu Nghĩa Hoàng hậu, cung tần của chúa Nguyễn Phúc Thái, mẹ của chúa Nguyễn Phúc Chu (m. 1750).

## Mất
- 26 tháng 6: Juliana Morell, nữ tiến sĩ ngành Luật đầu tiên trên thế giới